# Paramusonius affinis
Paramusonius affinis är en skalbaggsart som beskrevs av Stefan von Breuning 1980. Paramusonius affinis ingår i släktet Paramusonius och familjen långhorningar.
Artens utbredningsområde är Madagaskar. Inga underarter finns listade i Catalogue of Life.